# Wydział Budowy Maszyn i Informatyki Uniwersytetu Bielsko-Bialskiego
Wydział Budowy Maszyn i Informatyki Uniwersytetu Bielsko-Bialskiego – jeden z pięciu wydziałów wchodzących w skład Uniwersytetu Bielsko-Bialskiego. Wydział posiada pełnię praw akademickich, dzięki czemu ma prawo do nadawania stopnia naukowego doktora i doktora habilitowanego nauk technicznych w dyscyplinie Budowa i Eksploatacja Maszyn. Może również występować z wnioskami o nadanie tytułu naukowego profesora.
Siedziba Wydziału Budowy Maszyn i Informatyki mieści się w Kampusie Głównym UBB przy ul. Willowej 2, w dzielnicy Mikuszowice.

## Historia
Korzenie Wydziału Budowy Maszyn i Informatyki Akademii Techniczno-Humanistycznej w Bielsku-Białej sięgają 1969 r., kiedy to została powołana do życia filia Politechniki Łódzkiej w Bielsku-Białej. Uczelnia ta rozpoczęła swoją działalność z dwoma oddziałami wydziałów macierzystej uczelni: Mechanicznym i Włókienniczym.
W początkowym okresie swego istnienia oddział Wydziału Mechanicznego podjął kształcenie studentów w zakresie studiów inżynierskich dziennych i wieczorowych. 1 października 1969 r. naukę rozpoczęło 130 studentów. Siedziba filii znajdowała się wówczas w wydzielonej części gmachu Liceum Ogólnokształcącego im. Mikołaja Kopernika. Kadrę dydaktyczną stanowili dojeżdżający pracownicy macierzystego Wydziału Mechanicznego uzupełniani miejscowymi specjalistami z przemysłu i szkolnictwa zawodowego. Pierwszym kierownikiem oddziału (w latach 1969 – 1972) był prof. dr hab. inż. Jan A. Wajand.
W 1973 r. z istniejących pracowni i zespołów dydaktycznych Wydziału powstały dwa instytuty: Instytut Technologiczno–Samochodowy pod kierownictwem prof. dr hab. inż. Jana A. Wajanda oraz Instytut Mechaniczno–Konstrukcyjny kierowany przez doc. dr hab. inż. Marka Trombskiego. Studia dzienne inżynierskie zostały przekształcone w studia magisterskie. Prodziekanem Wydziału Mechanicznego PŁ ds. oddziału w Bielsku-Białej został doc. dr hab. inż. Marek Trombski.
1 listopada 1981 r. bielski oddział Wydziału Mechanicznego przekształcony został w samodzielny Wydział Budowy Maszyn zlokalizowany przy filii w Bielsku-Białej. W 1984 r. na Wydziale utworzono samodzielną Katedrę Matematyki, a rok później Katedrę Termodynamiki. W latach 1988 i 1989 na Wydziale Budowy Maszyn uruchomiono nowe kierunki studiów: elektrotechnika oraz organizacja i zarządzanie przemysłem. W tym samym roku otrzymał on prawo doktoryzowania w dziedzinie nauk technicznych, w dyscyplinie Budowa i Eksploatacja Maszyn.
Na przełomie 1991 i 1992 r. na Wydziale wprowadzono nową strukturę organizacyjną. W miejsce dotychczas działających instytutów powołano kilkanaście katedr kierowanych przez samodzielnych pracowników naukowych. W tym okresie Wydział składał się łącznie z 14 katedr. W 1992 r. w związku z powstaniem w filii Politechniki Łódzkiej oddziału Wydziału Organizacji i Zarządzania, część pracowników Wydziału Budowy Maszyn przeszła do tego oddziału, przez co liczba katedr uległa zmniejszeniu do 11, a likwidacji uległ kierunek studiów Organizacja i Zarządzanie Przemysłem.
W 1999 r. Wydział Budowy Maszyn uzyskał pełne prawa akademickie, a więc możliwości nadawania stopnia doktora habilitowanego i występowania z wnioskiem o nadanie tytułu naukowego profesora. W roku 2000 przeprowadzono kolejną zmianę struktury organizacyjnej, w wyniku której Wydział składa się tylko z 6 katedr, lecz silniejszych kadrowo i posiadających większe możliwości dydaktyczno-badawcze.
W następnych latach na Wydziale powołano kolejne kierunki kształcenia: w 2001 r. – informatykę, w 2002 r. – automatykę i robotykę, a w 2003 r. – zarządzanie i inżynieria produkcji (przeniesiony z Wydziału Zarządzania i Informatyki). Również w 2001 r. zmieniono nazwę wydziału na obecną – Wydział Budowy Maszyn i Informatyki.

## Kierunki kształcenia
Dostępne kierunki:
- Automatyka i Robotyka (studia I stopnia)
- Eksploatacja pojazdów (studia I stopnia)
- Informatyka (studia I i II stopnia)
- Mechanika i Budowa Maszyn (studia I i II stopnia)
- Mechatronika (studia II stopnia)
- Zarządzanie i Inżynieria Produkcji (studia I i II stopnia)
- Industrial Engineering

## Poczet dziekanów
1. prof. dr hab. inż. Marek Trombski (1981–1987)
2. prof. dr hab. inż. Jan A. Wajand (1987–1993)
3. prof. dr hab. inż. Maciej Sobieszczański (1993–1999)
4. prof. dr hab. Kazimierz Nikodem (1999–2005)
5. dr hab. Iwona Adamiec-Wójcik (2005–2008)
6. prof. dr hab. inż. Jacek Stadnicki (2008–2016)
7. dr hab. inż. Jacek Nowakowski (2016–2020)
8. dr hab. inż. Jacek Pezda (od 2020)

## Władze Wydziału
W kadencji 2020–2024:
| Stanowisko                 | Imię i nazwisko          |
| -------------------------- | ------------------------ |
| Dziekan                    | dr hab. inż. Jacek Pezda |
| Prodziekan ds. Studenckich | dr inż. Dariusz Więcek   |
| Prodziekan ds. Studenckich | dr inż. Jacek Rysiński   |

## Struktura organizacyjna
| Katedra                                    | Kierownik                      |
| ------------------------------------------ | ------------------------------ |
| Katedra Informatyki i Automatyki           | prof. dr hab. Vasyl Martsenyuk |
| Katedra Inżynierii Produkcji               | dr hab. inż. Dariusz Plinta    |
| Katedra Matematyki                         | dr Mirosław Adamek             |
| Katedra Podstaw Budowy Maszyn              | dr inż. Jacek Rysiński         |
| Katedra Silników Spalinowych i Pojazdów    | dr hab. inż. Jacek Nowakowski  |
| Katedra Technologii Maszyn i Automatyzacji | dr hab. inż. Jacek Pezda       |

## Prace naukowe
W ramach prac naukowych Wydziału Budowy Maszyn i Informatyki znajdują się m.in. następujące tematy badawcze:
- badanie układów napędowych i struktur nośnych samochodów
- automatyzacja projektowania i optymalizacja procesów wytwarzania maszyn
- badanie w zakresie budowy, dynamiki i wytrzymałości maszyn i ich części
- analiza dynamiczna mechanicznych układów wielomasowych
- metody i techniki procesów produkcyjnych w przemyśle maszynowym i rolno-spożywczym
- pomiary wielkości fizycznych w urządzeniach mobilnych z wykorzystaniem transmisji bezprzewodowej
- równania i nierówności funkcyjne, miary probabilistyczne
- nowoczesne metody badawcze stopów i kompozytów odlewniczych

Wyniki prac opublikowano w 11 monografiach, kilkudziesięciu artykułach w czasopismach krajowych i zagranicznych oraz zaprezentowano na ponad 100 konferencjach zagranicznych i krajowych.